# Alessandro Zanoli
Alessandro Zanoli (Carpi, 3 ottobre 2000) è un calciatore italiano, difensore del Napoli.

## Caratteristiche tecniche
Terzino destro duttile, capace di giocare anche a sinistra o da centrale in una difesa a tre, si distingue per la forte presenza fisica, velocità e intelligenza tattica. Grazie alle sue caratteristiche, viene impiegato anche come ala destra durante la permanenza al Genoa, in particolare sotto le direttive di Patrick Vieira.

## Carriera

### Club

#### Gli esordi
Cresciuto nel settore giovanile del Carpi, nel gennaio 2018 viene acquistato in prestito dal Napoli. Dopo sei mesi positivi con la formazione Primavera, il club partenopeo decide di versare nelle casse emiliane la somma pattuita per il riscatto (1,5 milioni di euro). Disputa quindi altri due campionati con la formazione giovanile, di cui l'ultimo come fuori quota.
Per la stagione 2020-2021, la prima da professionista, viene girato in prestito gratuito al Legnago, in Serie C. Il 26 settembre debutta da titolare nell'incontro pareggiato 2-2 contro il Vis Pesaro, mentre la settimana seguente realizza la sua prima rete in carriera contro il Ravenna. Conclude l'esperienza con 37 presenze totali, 1 rete e 3 assist.

#### Ritorno a Napoli
Terminato il prestito, torna al Napoli. Il 20 settembre 2021 debutta in Serie A, sostituendo Mário Rui durante la partita vinta 4-0 contro l'Udinese. Il 4 novembre, invece, è la volta dell'esordio in UEFA Europa League, dove gioca gli ultimi sette minuti della vittoriosa trasferta sul campo del Legia Varsavia (1-4). Il 3 aprile 2022 parte da titolare per la prima volta in maglia azzurra, contribuendo alla vittoria per 3-1 sul campo dell'Atalanta. Conclude il suo primo anno partenopeo con 13 presenze totali.
La stagione 2022-2023 inizia con il debutto in UEFA Champions League, subentrando al posto di Giovanni Di Lorenzo nei minuti finali della partita vinta 6-1 in casa dell'Ajax. Ottiene in seguito altre due presenze, prima contro i Rangers in Champions e poi contro il Sassuolo in campionato.

#### Prestito a Sampdoria, Salernitana e Genoa
Non trovando spazio, il 7 gennaio 2023 viene girato in prestito gratuito fino al termine della stagione alla Sampdoria, sempre in Serie A, come parte di un'operazione di mercato che vede Bartosz Bereszyński compiere il percorso opposto (in prestito con diritto di riscatto). Debutta per i blucerchiati il giorno dopo, nell'incontro casalingo perso per 2-0 proprio contro i partenopei, sostituendo Jeison Murillo all'inizio del secondo tempo. Ottenuta la titolarità con l'allenatore Dejan Stanković, il successivo 19 marzo realizza la sua prima rete nel massimo campionato italiano, in occasione dell'incontro vinto per 3-1 ai danni del Verona. Si ripete il 15 maggio seguente, aprendo le marcature nell'1-1 finale contro l'Empoli.
Tornato a Napoli, gioca la sua prima partita dell'annata 2023-2024 il successivo 21 ottobre, subentrando a Mário Rui nel secondo tempo della gara vinta per 3-1 sul campo del Verona, valida per la nona giornata di campionato.
Il 17 gennaio 2024 viene ufficializzata la sua cessione in prestito semestrale alla Salernitana, ancora in Serie A. Debutta con i campani il 21 dello stesso mese, subentrando nel secondo tempo della gara casalinga persa per 2-1 contro il Genoa. Il successivo 9 febbraio, nella gara contro l'Empoli, il giocatore mette a segno un'autorete, deviando la palla direttamente nella sua porta a seguito di un cross a rientrare effettuato da Nicolò Cambiaghi. Zanoli conclude il campionato totalizzando 17 presenze, non riuscendo, però, a evitare la retrocessione dei granata in Serie B. Ad inizio giugno viene comunicato il suo rientro al Napoli.
L'11 luglio seguente si trasferisce al Genoa, di nuovo in massima serie; la formula dell'operazione è un prestito gratuito, con diritto di riscatto fissato a 7 milioni di euro e tramutabile in obbligo al verificarsi di determinate condizioni. Il 4 aprile 2025 segna la sua prima rete con il Grifone, firmando il gol vittoria nella partita casalinga contro l'Udinese (1-0).

### Nazionale
Il 24 marzo 2018 viene chiamato dal CT Daniele Franceschini in nazionale Under-18, senza tuttavia esordire.
Nel maggio 2022 viene convocato per la prima volta nella nazionale Under-21, guidata da Paolo Nicolato; trova l'esordio il 6 giugno seguente, subentrando a Cambiaso al 61º minuto dell'incontro con il Lussemburgo, vinto per 3-0 dagli Azzurrini.

## Statistiche

### Presenze e reti nei club
Statistiche aggiornate al 1º luglio 2025.
| Stagione        | Squadra         | Campionato      | Campionato | Campionato | Coppe nazionali | Coppe nazionali | Coppe nazionali | Coppe internazionali | Coppe internazionali | Coppe internazionali | Altre coppe | Altre coppe | Altre coppe | Totale | Totale |
| Stagione        | Squadra         | Comp            | Pres       | Reti       | Comp            | Pres            | Reti            | Comp                 | Pres                 | Reti                 | Comp        | Pres        | Reti        | Pres   | Reti   |
| --------------- | --------------- | --------------- | ---------- | ---------- | --------------- | --------------- | --------------- | -------------------- | -------------------- | -------------------- | ----------- | ----------- | ----------- | ------ | ------ |
| 2020-2021       | Legnago         | C               | 35+2       | 1          | CI              | 0               | 0               | -                    | -                    | -                    | -           | -           | -           | 37     | 1      |
| 2021-2022       | Napoli          | A               | 12         | 0          | CI              | 0               | 0               | UEL                  | 1                    | 0                    | -           | -           | -           | 13     | 0      |
| 2022-gen. 2023  | Napoli          | A               | 1          | 0          | CI              | 0               | 0               | UCL                  | 2                    | 0                    | -           | -           | -           | 3      | 0      |
| gen.-giu. 2023  | Sampdoria       | A               | 22         | 2          | CI              | 1               | 0               | -                    | -                    | -                    | -           | -           | -           | 23     | 2      |
| 2023-gen. 2024  | Napoli          | A               | 4          | 0          | CI              | 1               | 0               | UCL                  | 1                    | 0                    | SI          | -           | -           | 6      | 0      |
| Totale Napoli   | Totale Napoli   | Totale Napoli   | 17         | 0          |                 | 1               | 0               |                      | 4                    | 0                    |             | -           | -           | 22     | 0      |
| gen.-giu. 2024  | Salernitana     | A               | 17         | 0          | CI              | -               | -               | -                    | -                    | -                    | -           | -           | -           | 17     | 0      |
| 2024-2025       | Genoa           | A               | 31         | 1          | CI              | 2               | 0               | -                    | -                    | -                    | -           | -           | -           | 33     | 1      |
| 2025-2026       | Napoli          | A               | -          | -          | CI              | -               | -               | UCL                  | -                    | -                    | SI          | -           | -           | -      | -      |
| Totale carriera | Totale carriera | Totale carriera | 124        | 4          |                 | 4               | 0               |                      | 4                    | 0                    |             | -           | -           | 132    | 4      |

### Cronologia presenze e reti in nazionale
| Cronologia completa delle presenze e delle reti in nazionale ― Italia under 21 | Cronologia completa delle presenze e delle reti in nazionale ― Italia under 21 | Cronologia completa delle presenze e delle reti in nazionale ― Italia under 21 | Cronologia completa delle presenze e delle reti in nazionale ― Italia under 21 | Cronologia completa delle presenze e delle reti in nazionale ― Italia under 21 | Cronologia completa delle presenze e delle reti in nazionale ― Italia under 21 | Cronologia completa delle presenze e delle reti in nazionale ― Italia under 21 | Cronologia completa delle presenze e delle reti in nazionale ― Italia under 21 |
| Data                                                                           | Città                                                                          | In casa                                                                        | Risultato                                                                      | Ospiti                                                                         | Competizione                                                                   | Reti                                                                           | Note                                                                           |
| ------------------------------------------------------------------------------ | ------------------------------------------------------------------------------ | ------------------------------------------------------------------------------ | ------------------------------------------------------------------------------ | ------------------------------------------------------------------------------ | ------------------------------------------------------------------------------ | ------------------------------------------------------------------------------ | ------------------------------------------------------------------------------ |
| 6-6-2022                                                                       | Differdange                                                                    | Lussemburgo under 21                                                           | 0 – 3                                                                          | Italia under 21                                                                | Qual. Europeo Under-21 2023                                                    | -                                                                              | 61’                                                                            |
| 24-3-2023                                                                      | Bačka Topola                                                                   | Serbia under 21                                                                | 0 – 2                                                                          | Italia under 21                                                                | Amichevole                                                                     | -                                                                              | 46’                                                                            |
| Totale                                                                         |                                                                                | Presenze                                                                       | 2                                                                              |                                                                                | Reti                                                                           | 0                                                                              |                                                                                |